# Maasilinn-Schiff

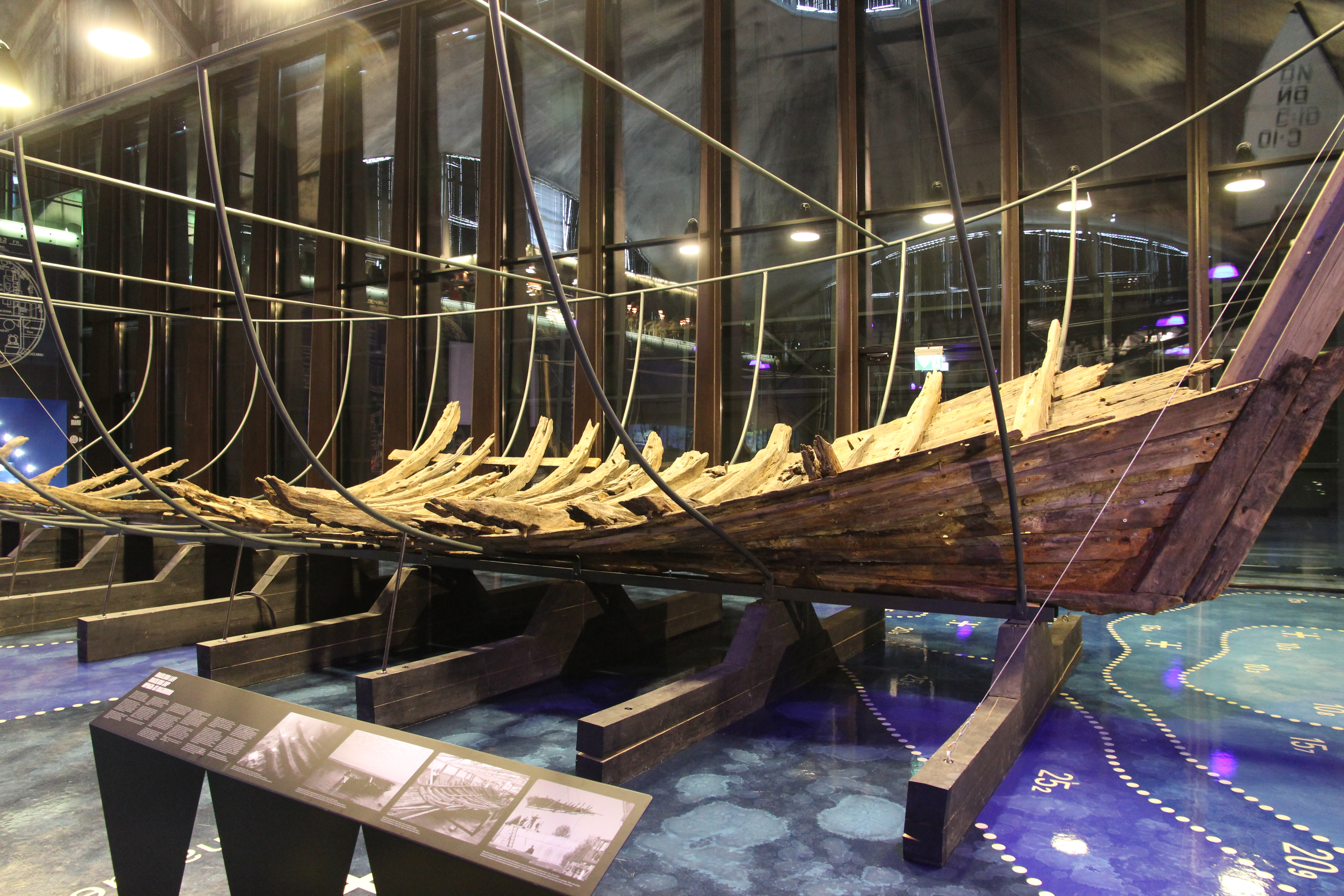
Maasilinn-Schiff

Das Schiff von Maasilinn (estnisch Maasilinna laev) ist eines der ältesten auf dem Gebiet des heutigen Estland gefundenen Schiffswracks. Fundort war das Dorf Maasi in der Gemeinde Orissaare auf der größten estnischen Insel Ösel.

## Geschichte
Das Wrack wurde 1985 nahe der historischen Ordensburg Maasilinn (Maasilinna ordulinnus, deutsch Soneburg) gefunden und 1987 von Tauchern geborgen. In Orissaare wurde ein temporäres Gebäude errichtet, in dem konservatorische Maßnahmen durchgeführt werden konnten.
Die Länge des Schiffs beträgt ungefähr 10 Meter, die Breite 5,5 Meter. Die Entstehung wird auf etwa 1550 datiert. Damit ist das Schiff das einzige Beispiel mittelalterlicher Schiffbaukunst Estlands.
Das Maasilinn-Schiff gehört seit dem 29. September 2010 dem Estnischen Meeresmuseum (Eesti meremuuseum) und wird im Wasserflugzeughafen von Tallinn ausgestellt.

## Aufbau
Die Proben aus den Querspanten Nummer 13 und 15 neben dem Kiel haben gezeigt, dass das Schiff aus Ahornholz hergestellt wurde. Die Proben und ihre Maserungen sind sehr ähnlich; deshalb kann man sagen, dass die beiden Bäume aus einem Gebiet und einem Hain stammen.
Das Schiff von Maasilinn hat drei Besonderheiten, die sich von üblichen Schiffen der damaligen Epoche unterscheiden:
- Das Schiff besitzt eine Außenhaut aus zwei Schichten: Auf dünne Klinkerplanken werden Kraweelplanken angenagelt, die doppelt so dick sind.
- Das Schiff besitzt eine Verbindungsstelle vom Steven und Kiel mit Hilfe von zwei Zapfen, wobei die natürlich gekrümmten Verästelungen des Kielbaumes neben großen Wurzeln sehr sachkundig genutzt sind.
- Das Schiff besitzt einen sehr eigenartigen Aufbau des Kieles, der weltweit keine Entsprechung hat. Der Kiel des Schiffes ist an den Querspanten mit Hilfe von Planken so befestigt, dass es zwischen Kiel und Querspanten das ganze Schiff entlang einen Tunnel mit einer Tiefe von ca. 20 cm ergibt.